# Lijst van koptisch-orthodoxe patriarchen van Alexandrië
De koptisch-orthodoxe paus is de primaat van de Koptisch-orthodoxe Kerk.
Voor de primaten vóór 457, zie de lijst van patriarchen van Alexandrië.

## Lijst van de primaten van de Koptisch-orthodoxe Kerk
- Timoteüs II (457-477)
  - van 460 tot 489 schisma
- Petrus III (477-489)
  - van 489 tot 536 terug unie
- Athanasius II (489-496)
- Johannes I (II) van Alexandrië (496-505)
- Johannes II (III) van Alexandrië (505-516)
- Dioscorus II (516-517)
- Timoteüs III (517-535)
- Theodosius I (535-567)
  - van 536 tot heden definitieve scheiding
- Petrus IV (567-569) is gelijk aan Doroteüs
- Damianus (569-605)
- Anastasius (605-616)
- Andronicus (616-622)
- Benjamin I (622-661)
- Agatho (661-677)
- Johannes III (677-688)
- Isaak (688-689)
- Simeon I (689-701)
- Alexander II (702-729)
- Cosmas I (729-730)
- Theodosius II (730-742)
- Michaël I (743-767)
- Mina I (767-775)
- Johannes IV (776-799)
- Marcus II (799-819)
- Jacobus (819-830)
- Simeon II (830)
- Jozef I (831-849)
- Michaël II (849-851)
- Cosmas II (851-858)
- Sjenoeda I (859-880)
- Michaël III (880-907)
  - Sedisvacatie (907-910)
- Gabriël I (910-921)
- Cosmas III (921-933)
- Macarius I (933-953)
- Theofilus II (953-956)
- Mina II (956-974)
- Abraham (975-978)
- Filoteüs (979-1003)
- Zacharias (1004-1032)
- Sjenoeda II (1032-1046)
- Christodulus (1047-1077)
- Cyrillus II (1078-1092)
- Michaël IV (1092-1102)
- Macarius II (1102-1131)
- Gabriël II (1131-1145)
- Michaël V (1145-1146)
- Johannes V (1146-1166)
- Marcus III (1166-1189)
- Johannes VI (1189-1216)
  - Sedisvacatie (1216-1235)
- Cyrillus III (1235-1243)
  - Sedisvacatie (1243-1250)
- Athanasius III (1250-1261)
- Johannes VII (1261-1268)
- Gabriël III (1268-1271)
- Johannes VII (1271-1293)
- Theodosius III (1293-1300)
- Johannes VIII (1300-1320)
- Johannes IX (1320-1327)
- Benjamin II (1327-1339)
- Petrus V (1340-1348)
- Marcus IV (1348-1363)
- Johannes X (1363-1369)
- Gabriël IV (1370-1378)
- Matteüs I (1378-1408)
- Gabriël V (1408-1427)
- Johannes XI (1428-1453)
- Matteüs II (1453-1466)
- Gabriël VI (1466-1475)
- Michaël VI (1475-1477)
- Johannes XII (1480-1483)
- Johannes XIII (1483-1524)
  - Sedisvacatie (1524-1526)
- Gabriël VII (1526-1569)
  - Sedisvacatie (1569-1573)
- Johannes XIV (1573-1589)
- Gabriël VIII (1590-1601)
  - Sedisvacatie (1601-1610)
- Marcus V (1610-1621)
- Johannes XV (1621-1631)
- Matteüs III (1631-1645)
- Marcus VI (1645-1660)
- Matteüs IV (1660-1676)
- Johannes XVI (1676-1718)
- Petrus VI (1718-1726)
- Johannes XVII (1727-1745)
- Marcus VII (1745-1770)
- Johannes XVIII (1770-1797)
- Marcus VIII (1797-1810)
- Petrus VII (1810-1852)
  - Sedisvacatie (1852-1854)
- Cyrillus IV (1854-1861)
- Demetrius II (1862-1870)
  - Sedisvacatie (1870-1874)
- Cyrillus V (1874-1927)
- Johannes XIX (1928-1942)
- Macarius III (1942-1944)
  - Sedisvacatie (1944-1946)
- Jozef II (1946-1956)
  - Sedisvacatie (1956-1959)
- Cyrillus VI (1959-1971)
- Sjenoeda III (1971-2012)
- Theodorus II (2012-heden)

Marcus I · Anianus · Avilius · Kedron · Primus · Justus · Eumenes · Marcianus · Celadion · Agrippinus · Julianus · Demetrius · Heraclas · Dionysius · Maximus · Theonas · Petrus I · Achillas · Alexander I · Athanasius · Petrus II · Timoteüs I · Theophilus · Cyrillus I · Dioscorus I · Timoteüs II · Petrus III · Athanasius II · Johannes I · Johannes II · Dioscorus II · Timoteüs III · Theodosius I · Doroteüs · Damianus · Anastasius · Andronicus · Benjamin I · Agatho · Johannes III · Isaak · Simeon I · Alexander II · Cosmas I · Theodosius II · Michaël I · Mina I · Johannes IV · Marcus II · Jacobus · Simeon II · Jozef I · Michaël II · Cosmas II · Sjenoeda I · Michaël III · Gabriël I · Cosmas III · Macarius I · Theofilus II · Mina II · Abraham · Filoteüs · Zacharias · Sjenoeda II · Christodulus · Cyrillus II · Michaël IV · Macarius II · Gabriël II · Michaël V · Johannes V · Marcus III · Johannes VI · Cyrillus III · Athanasius III · Johannes VII · Gabriël III · Johannes VII · Theodosius III · Johannes VIII · Johannes IX · Benjamin II · Petrus V · Marcus IV · Johannes X · Gabriël IV · Matteüs I · Gabriël V · Johannes XI · Matteüs II · Gabriël VI · Michaël VI · Johannes XII · Johannes XIII · Gabriël VII · Johannes XIV · Gabriël VIII · Marcus V · Johannes XV · Matteüs III · Marcus VI · Matteüs IV · Johannes XVI · Petrus VI · Johannes XVII · Marcus VII · Johannes XVIII · Marcus VIII · Petrus VII · Cyrillus IV · Demetrius II · Cyrillus V · Johannes XIX · Macarius III · Jozef II · Cyrillus VI · Sjenoeda III · Theodorus II